# Накануне контратаки
«Накану́не контрата́ки» (яп. 反撃前夜) — четырнадцатый, пятнадцатый и шестнадцатый эпизод первого сезона аниме-сериала «Атака титанов».

## Сюжет

### Часть 1: Не могу смотреть ему в глаза
Готовится суд над Эреном. Верховный командующий Дариус Закли руководит судом. Эрена отводят в зал суда. Там его приковывают к столбу. Суд решает, кто возьмёт опеку над Эреном: военная полиция или разведкорпус. Военная полиция хочет изучить тело Эрена, а потом избавиться от него. Предложение главы военной полиции Нила Дока сделать Эрена мучеником человечества вызвало протест священника из культа стен. Разведкорпус предлагает использовать силу Эрена для того, чтобы отвоевать стену Мария. Предложение запечатать ворота вызывает споры. Верховный командующий ставит под сомнение то, что Эрен может контролировать силу титана, аргументируя это нападением Эрена в форме титана на Микасу. Микаса пытается оправдать Эрена. Глава военной полиции Нил вспоминает о самообороне Микасы и Эрена от работорговцев, в результате которой последние были убиты. Эрена и Микасу начинают обвинять в бесчеловечности, подозревают, что Микаса тоже титан. Эрен срывается на крик. Когда в юношу уже собираются стрелять, его показательно и в жестокой манере избивает Леви, после чего гнев толпы спадает. Эрвин Смит предлагает послать Эрена на задание под контролем Леви. Закли одобряет это предложение.

### Часть 2: Отряд особого назначения
Отряд Леви отвозит Эрена в бывший штаб разведкорпуса, представляющий собой заброшенный замок. Убежище приводят в порядок. Эрену дают комнату в подвале. В отряде Леви обсуждают готовящуюся операцию за стены и силу титана Эрена. Ханджи, также возглавляющая эксперименты над титанами, согласовывает с Леви участие Эрена в своих опытах. Оставшись с Эреном наедине, она рассказывает ему о своих экспериментах над титанами. Утром Ханджи докладывают об убийстве подопытных титанов, что вызывает у неё истерику. Члены разведкорпуса указывают на то, что титанов убили при помощи УПМ.

### Часть 3: Что я должен сейчас делать?
В связи с убийством подопытных титанов проходит проверка УПМ.
Кадеты должны выбрать военное подразделение, в которое вступят. Во время сожжения трупов товарищей Жан решает вступить в разведкорпус. Энни, Армин и Конни обсуждают, куда вступать. Кадеты выбирают военное подразделение. Перед ними выступает командир разведкорпуса Эрвин. Рассказывая о достижениях, про то, что ждёт кадетов в разведкорпусе, и про планы этого военного подразделения. Многие кадеты уходят, другие сомневаются в своём выборе. Из выжившей десятки лучших 104-го кадетского отряда все, кроме Энни, вступают в разведкорпус.
В разведкорпусе происходит обучение новому построению. Эрен встречает бывших членов 104-го кадетского отряда, вступивших в разведкорпус. Жан выказывает опасение по поводу силы титана Эрена, но признаёт, что рассчитывает на него. Разведкорпус отправляется в 57-ю экспедицию за стену.

## Саундтрек

### Опенинг
В обеих сериях после небольшого пролога звучит вступительная песня первой части первого сезона в исполнении японской рок-группы Linked Horizon под названием «紅蓮の弓矢 [Guren no Yumiya]» (рус. Багровый лук и стрелы). Во время опенинга показываются главные герои, титаны и борьба между ними.

### Эндинг
В конце каждой серии исполняется песня «美しき残酷な世界 [Utsukushiki Zankoku na Sekai]» (рус. Прекрасный и жестокий мир) в исполнении японской сейю Ëко Хикасы. В эндинге показано падение метеорита на Землю, а затем Микаса, в течение всей жизни следующая за Эреном.